# Vanuatu ai Giochi della XXXIII Olimpiade
Vanuatu ha partecipato ai Giochi della XXXIII Olimpiade, svolti a Parigi dal 26 luglio all'11 agosto 2024, con una delegazione di 6 atleti (incluse le riserve), 4 uomini e 2 donne in 5 discipline.
I portabandiera alla cerimonia di apertura sono stati Hugo Cumbo e Priscila Tommy.

## Delegazione
| Sport             | Uomini | Donne | Totale |
| ----------------- | ------ | ----- | ------ |
| Atletica leggera  | 0      | 1     | 1      |
| Judo              | 1      | 0     | 1      |
| Nuoto             | 1      | 1     | 2      |
| Tennistavolo      | 0      | 1     | 1      |
| Sollevamento pesi | 0      | 1     | 1      |
| Totale            | 2      | 4     | 6      |

## Risultati

### Atletica leggera
| Q | Qualificato al turno successivo per la posizione in qualificazione                                                           |
| q | Qualificato per il turno successivo per ripescaggio o, negli eventi su campo, conquistando la misura minima per qualificarsi |

Femminile
Eventi su pista e strada
| Atleta      | Evento      | Preliminari | Preliminari | Batteria        | Batteria        | Semifinale      | Semifinale      | Finale          | Finale          |
| Atleta      | Evento      | Risultato   | Posizione   | Risultato       | Posizione       | Risultato       | Posizione       | Risultato       | Posizione       |
| ----------- | ----------- | ----------- | ----------- | --------------- | --------------- | --------------- | --------------- | --------------- | --------------- |
| Chloe David | 100 m piani | 12"44       | 6ª          | non qualificata | non qualificata | non qualificata | non qualificata | non qualificata | non qualificata |

### Judo
Maschile
| Atleta     | Evento | Preliminari          | 16-esimi                      | Ottavi               | Quarti               | Semifinali           | Ripescaggio          | Med. bronzo          | Finale               | Posizione       |
| Atleta     | Evento | Avversario Risultato | Avversario Risultato          | Avversario Risultato | Avversario Risultato | Avversario Risultato | Avversario Risultato | Avversario Risultato | Avversario Risultato | Posizione       |
| ---------- | ------ | -------------------- | ----------------------------- | -------------------- | -------------------- | -------------------- | -------------------- | -------------------- | -------------------- | --------------- |
| Hugo Cumbo | -81 kg | Bye                  | F. de Wit (NED) P (0000-0010) | non qualificato      | non qualificato      | non qualificato      | non qualificato      | non qualificato      | non qualificato      | non qualificato |

### Nuoto
Maschile
| Atleta          | Evento             | Batterie | Batterie | Semifinale      | Semifinale      | Finale          | Finale          |
| Atleta          | Evento             | Tempo    | Pos.     | Tempo           | Pos.            | Tempi           | Pos.            |
| --------------- | ------------------ | -------- | -------- | --------------- | --------------- | --------------- | --------------- |
| Johnathan Silas | 100 m stile libero | 59"38    | 77º      | non qualificato | non qualificato | non qualificato | non qualificato |

Femminile
| Atleta       | Evento      | Batterie | Batterie | Semifinale      | Semifinale      | Finale          | Finale          |
| Atleta       | Evento      | Tempo    | Pos.     | Tempo           | Pos.            | Tempi           | Pos.            |
| ------------ | ----------- | -------- | -------- | --------------- | --------------- | --------------- | --------------- |
| Loane Russet | 100 m dorso | 28"86    | 54ª      | non qualificata | non qualificata | non qualificata | non qualificata |

### Tennistavolo
Femminile
| Atleta         | Evento  | 64-esmi               | 32-esimi             | 16-esimi             | Ottavi               | Quarti               | Semifinali           | Finale               |
| Atleta         | Evento  | Avversario Punteggio  | Avversario Punteggio | Avversario Punteggio | Avversario Punteggio | Avversario Punteggio | Avversario Punteggio | Avversario Punteggio |
| -------------- | ------- | --------------------- | -------------------- | -------------------- | -------------------- | -------------------- | -------------------- | -------------------- |
| Priscila Tommy | Singolo | A. Wang (USA) P (0-4) | non qualificata      | non qualificata      | non qualificata      | non qualificata      | non qualificata      | non qualificata      |

### Sollevamento pesi
Femminile
| Atleta              | Evento | Strappo   | Strappo    | Slancio   | Slancio    | Totale | Classifica |
| Atleta              | Evento | Risultato | Classifica | Risultato | Classifica | Totale | Classifica |
| ------------------- | ------ | --------- | ---------- | --------- | ---------- | ------ | ---------- |
| Ajah Pritchard-Lolo | 81 kg  | 89 kg     | 12ª        | 108 kg    | 11ª        | 197 kg | 11ª        |